# Salvador Rizo
Salvador Rizo Blanco (Santa Cruz de Mompox, Virreinato de Nueva Granada, ca. 1762 – Bogotá, Virreinato de Nueva Granada, 12 de febrero de 1816) fue un botánico y pintor, persona muy importante durante la Real Expedición Botánica del Nuevo Reino de Granada que clasificó plantas y fauna.

## Biografía

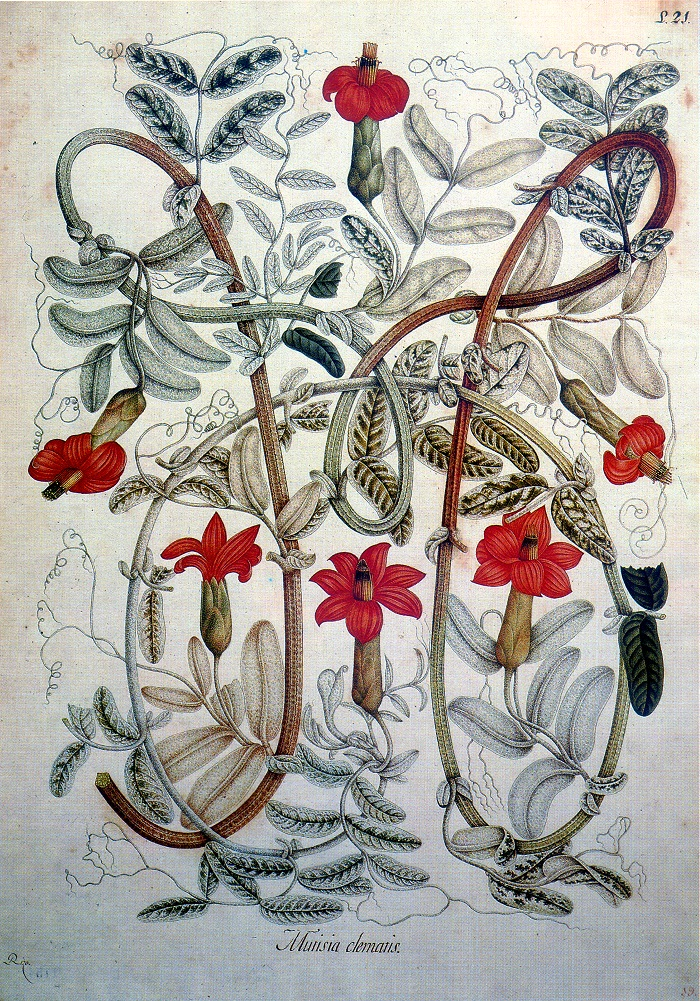
Mutisia clematis pintada por Salvador Rizo durante la Real Expedición Botánica del Nuevo Reino de Granada.

Salvador Rizo era empleado como delineante de un ingeniero de caminos cuando conoció a José Celestino Mutis en Bogotá en 1784. En la Real Expedición Botánica a la Nueva Granada Rizo fue nombrado "primer pintor" y también fue el encargado de la Administración y Finanzas de la expedición. Dirigió la escuela de pintura de la expedición. Entre las ilustraciones conservadas de la expedición se encuentran 158 firmadas por Salvador Rizo, más otras muchas sin firmar.
Salvador Rizo asumió el liderazgo de la expedición a la muerte de Mutis en 1808, pero dimitió en 1811 por conflictos con otros miembros de la misma. Rizo decidió alistarse en las filas del ejército patriota y fue ejecutado en 1816 durante la represión española.
La ciencia ha hecho honor a su nombre dándole un género de plantas llamado "Rizoa".